# 克莱代尔
克莱代尔（法語：Cléder，法語發音：[kledɛʁ]）是法国菲尼斯泰尔省的一个市镇，属于莫尔莱区。

## 地理
克莱代尔（48°39'48"N, 4°6'13"W）面积37.44 平方千米，位于法国布列塔尼大區菲尼斯泰尔省，该省份为法国最西部的省份，位于布列塔尼半岛西部，北西南三面环大西洋，东临阿摩尔滨海省和莫尔比昂省。
与克莱代尔接壤的市镇（或旧市镇、城区）包括：普卢埃斯卡特、普卢内韦-洛克里斯特、圣武盖、锡比里勒、特雷夫拉韦南。

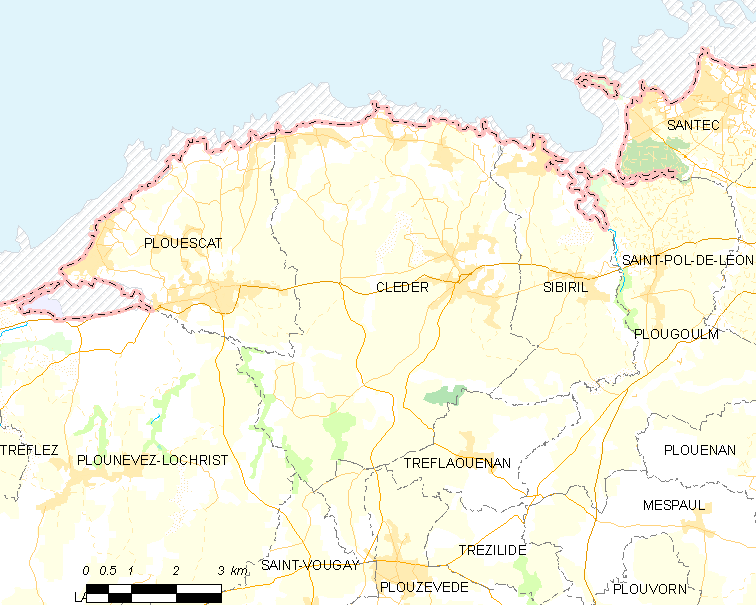
克莱代尔的OSM定位图

克莱代尔的时区为UTC+01:00、UTC+02:00（夏令时）。

## 行政
克莱代尔的邮政编码为29233，INSEE市镇编码为29030。

## 政治
克莱代尔所属的省级选区为圣波勒德莱昂县。

## 人口

1962-2008年间克莱代尔人口变化图示

克莱代尔于2022年1月1日时的人口数量为3582人。